# Список федеральных агентств США
Данная статья представляет собой неполный перечень федеральных агентств Соединённых Штатов Америки. Каждое федеральное агентство входит в одну из трёх ветвей Правительства Соединённых Штатов Америки.
Федеральные агентства исполнительной ветви власти обычно организуется в форме Департамента. Независимые агентства Правительства Соединённых Штатов Америки также, по общему правилу, входят в структуру исполнительной ветви Правительства США, но не входят в структуру Департаментов Правительства США и руководители независимых агентств не входят в состав кабинета Президента США (не обладают кабинетным статусом). Отдельные независимые агентства не входят в структуру исполнительной ветви Правительства США, в частности Библиотека Конгресса США и Управление Конгресса США по бюджету и другие.

## Законодательная ветвь

### Конгресс США
- Конгресс США
  - Сенат США
  - Палата представителей США
- Архитектор Капитолия (Architect of the Capitol, AOC)
  - Ботанический сад США (United States Botanic Garden)
- Счётная палата США (Government Accountability Office, GAO; бывшее the General Accounting Office)
- Типография Правительства США (United States Government Printing Office, GPO)
- Библиотека Конгресса (Library of Congress, LOC)
  - Бюро авторского права США (United States Copyright Office)
  - Исследовательская служба Конгресса[англ.]
- Управление Конгресса США по бюджету (Congressional Budget Office, CBO)
- Управление технологических оценок (Office of Technology Assessment, OTA) — упразднён
- Полиция Капитолия США
- Служба гидов Капитолия[англ.]

### Независимые агентства
- Управление по трудовым правам Конгресса[англ.]

## Исполнительная ветвь

### Исполнительный офис Президента США
- Офис Белого дома по связям
- Офис Белого дома по спичрайтингу
- Офис Белого дома
- Офис Главы аппарата Белого дома
- Офис Совета Белого дома

- Административно-бюджетное управление
- Совет национальной безопасности США
- Совет внутренней безопасности США
- Торговое представительство США
- Офис по национальной политике в области контроля за наркотиками
- Совет экономических консультантов (Council of Economic Advisers)
- Совет по качеству окружающей среды
- Совет по внутренней политике (The Domestic Policy Council)
- Национальный экономический совет (The National Economic Council)
- Офис Администрации Белого дома
- Офис по вопросам общественных инициатив и религиозных организаций
- Офис по национальной политике в области борьбы со СПИДом
- Офис по науке и технологиям
- Ведомство Президента США по защите критически важных объектов инфраструктуры
- Аппарат советника Президента США по внешней разведке
- Корпус свободы США
- Военный офис Белого дома

### Министерство сельского хозяйства США

- Служба по сельскохозяйственным рынкам США
- Служба по исследованиям в области сельского хозяйства
- Инспекция по вопросам здоровья животных и растений
- Центр по политике в области питания
- Служба по государственному взаимодействию в области исследований, образования и экстенсивного сельского хозяйства
- Служба экономических исследований
- Агентство по фермерским услугам
- Федеральная корпорация по страхованию урожая
- Служба по продуктам питания
- Инспекция по безопасности продуктов питания
- Служба по зарубежным сельскохозяйственным рынкам США
- Лесная служба США
- Администрация по вопросам заготовки сельскохозяйственной продукции и скотных дворов
- Инспекция по зерновым стандартам
- Национальная сельскохозяйственная библиотека США
- Национальная служба сельскохозяйственной статистики
- Служба по сохранению природных ресурсов
- Агентство по управлению рисками
- Орган по сельскому развитию

### Министерство торговли США

- Бюро промышленности и безопасности США
- Управление экономики и статистики США
  - Бюро экономического анализа США
  - Бюро переписи населения США
- Администрация по экономическому развитию США
- Администрация международной торговли США
  - Коммерческая служба США
- Агентство по развитию бизнеса меньшинств США
- Национальное управление океанических и атмосферных исследований
  - Национальная метеорологическая служба США
  - Национальная океаническая служба США
  - Национальная топографическая служба США
  - Национальная информационная служба по космическим данным об окружающей среде
- Национальная администрация по телекоммуникации и информации США
- Ведомство США по патентам и товарным знакам
  - Орган США по апелляциям и определению приоритетов на патенты
  - Орган США по проверке и апелляциям на торговые знаки
- Администрация США по технологиям
  - Национальный институт стандартов и технологии США
  - Национальная служба технической информации США
  - Офис по технологической политике США

### Министерство обороны США
- Офис Секретаря

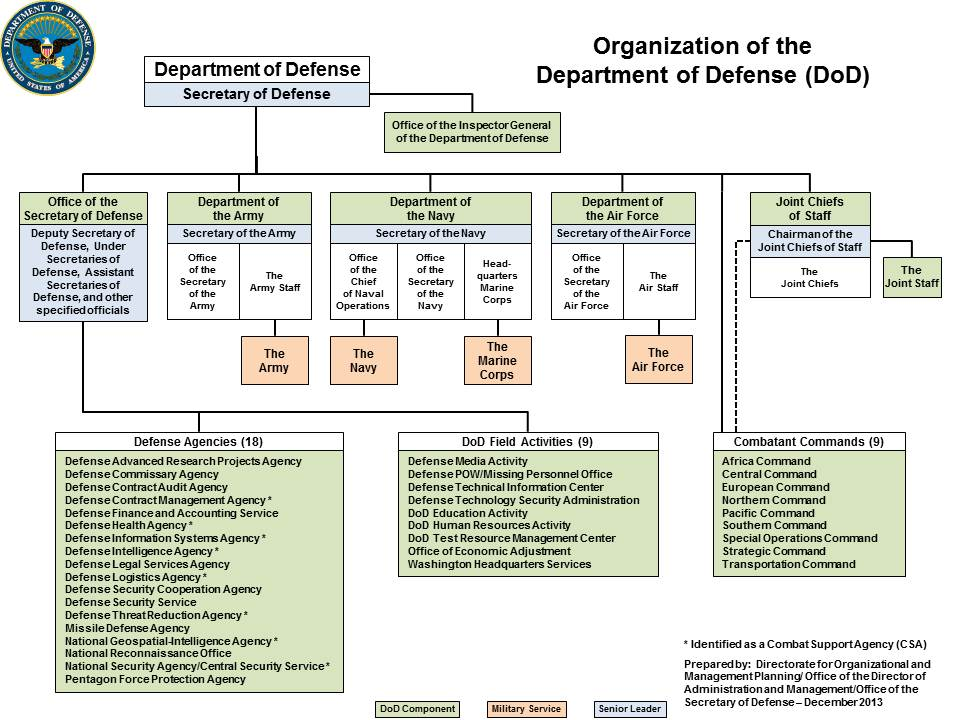
Структура министерства обороны США

  - Консультативный комитет по обороной политике США
  - Офис по совокупной оценке США
  - Офис Генерального инспектора Департамента обороны США
    - Служба уголовных расследований Департамента обороны США
- Военные департаменты США
  - Департамент армии США (Военное министерство США)
    - Армия США, включая Инженерный корпус армии США

  - Департамент военно-морских сил США (Военно-морское министерство США)
    - Военно-морской флот США
    - Корпус морской пехоты США

  - Департамент военно-воздушных сил США (Военно-воздушное министерство США)
    - Военно-воздушные силы США
- Объединённый комитет начальников штабов США
  - Военно-морская обсерватория США

- Объединённые боевые командования
  - Центральное командование ВС
  - Европейское командование ВС

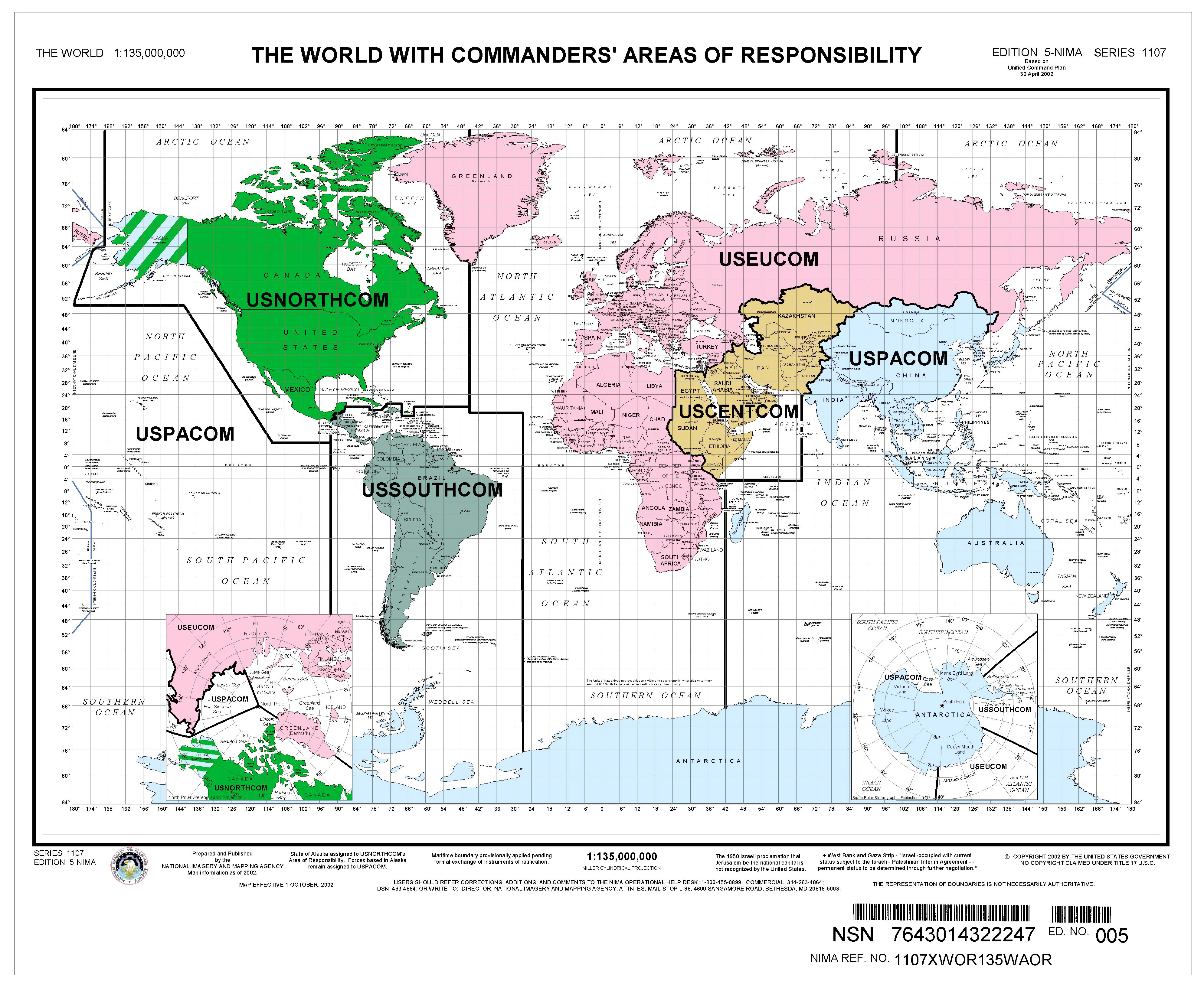
Зоны ответственности войск США

  - Объединённое командование единых ВС
  - Северное командование ВС
  - Тихоокеанское командование ВС
  - Командование ВС в зоне Центральной и Южной Америки
  - Командование сил специальных операций
  - Стратегическое командование
  - Транспортное командование
- Оборонные агентства США
  - Управление перспективных исследовательских проектов Министерства обороны США
  - Агентство по военным хозяйственно-продовольственным складам США
  - Агентство контрактного аудита Департамента обороны США
  - Агентство по управлению контрактами Департамента обороны США
  - Служба финансов и бухгалтерии Департамента обороны США
  - Управление информационного обеспечения министерства обороны
  - Разведывательное управление Министерства обороны США
  - Агентство по юридическим услугам Департамента обороны США
  - Логистическое агентство Департамента обороны США
  - Агентство военного сотрудничества Департамента обороны США
  - Служба безопасности Департамента обороны США
  - Агентство по сокращению военной угрозы
  - Агентство противоракетной обороны
  - Агентство национальной безопасности США
  - Национальное управление военно-космической разведки США
  - Национальное агентство геопространственной разведки США
  - Агентство военной контрразведки США
  - Служба охраны Пентагона
  - Полиция Пентагона
  - Военно-морская служба уголовных расследований США
- Внешние учреждения Департамента обороны США
  - Служба информации Вооружённых сил США
  - Офис США по делам военнопленных и безвестно пропавших лиц
  - Агентство по образовательной деятельности Департамента обороны США
    - Агентство общеобразовательных школ Департамента обороны США

  - Агентство по трудовым ресурсам Департамента обороны США
  - Офис по экономическому регулированию США
  - Агентство по управлению военным страхованием
  - Административно-штабная служба города Вашингтон

### Министерство образования США

- Офис секретаря министра образования
  - Офис коммуникаций и информационно-просветительской работы
  - Офис финансов и операций
  - Офис генерального инспектора
  - Офис главного юрисконсульта
  - Офис по законодательству и делам Конгресса
  - Офис по гражданским правам[англ.]
  - Офис образовательных технологий[англ.]
  - Офис главного сотрудника по информации
  - Офис планирования, оценки и разработки политики
  - Служба бюджета
  - Служба управления рисками
- Офис заместителя секретаря министра образования
  - Офис начального и среднего образования
    - Отдел образования мигрантов
    - Отдел безопасности и здоровья учащихся

  - Офис по изучению английского языка, повышению языковой компетенции и академическим достижениям для учащихся с ограниченным знанием английского языка
  - Офис специального образования и реабилитационных услуг
    - Программы специального образования
    - Администрация реабилитационных услуг
- Институт образовательных наук
  - Национальный центр оценки образования и региональной помощи
  - Национальный центр исследований в области образования
  - Национальный центр образовательной статистики
  - Национальный центр исследований в области специального образования
  - Национальный совет по образовательным наукам
- Исторически чёрные высшие учебные заведения
- Инициативы Белого дома и действующие комиссии 
  - Центр инициатив в области веры и возможностей
  - Инициатива Белого дома для американцев азиатского и тихоокеанского происхождения
  - Инициатива Белого дома по образовательному совершенству для испаноязычных
  - Инициатива Белого дома для исторически черных колледжей и университетов
  - Инициатива Белого дома по образовательному совершенству для афроамериканцев
  - Инициатива Белого дома по образованию американских индейцев и коренных жителей Аляски
  - Комиссия по президентским стипендиям
  - Национальный комитет по иностранному медицинскому образованию и аккредитации

### Министерство энергетики США

- Руководящие офисы  
  - Канцелярия секретаря министра энергетики США
  - Канцелярия заместителя секретаря[англ.]
  - Канцелярия заместителя секретаря по инфраструктуре[англ.]
  - Канцелярия заместителя секретаря по науке и инновациям[англ.]
  - Канцелярия заместителя секретаря по ядерной безопасности и администратора Национального управления ядерной безопасности[англ.]
- Программные офисы  
  - Агентство передовых исследовательских проектов в области энергетики (ARPA-E)
  - Канцелярия искусственного интеллекта и технологий (AITO)
  - Канцелярия программ кредитования
  - Канцелярия по вопросам кибербезопасности, энергетической безопасности и реагирования на чрезвычайные ситуации
  - Канцелярия энергоэффективности и возобновляемой энергии[англ.]

### Министерство здравоохранения и социальных служб США

- Офис секретаря министра здравоохранения и соцслужб США
- Офис помощника секретаря по административным вопросам
  - Центр поддержки программ
- Офис помощника секретаря по финансовым ресурсам
- Офис помощника секретаря по законодательным вопросам
- Офис помощника секретаря по планированию и оценке
- Офис помощника секретаря по общественным делам
- Офис помощника секретаря по вопросам здравоохранения
- Офис помощника секретаря по готовности и реагированию на чрезвычайные ситуации
  - Управление перспективных биомедицинских исследований и разработок
- Центр инициатив в области веры и возможностей
- Апелляционный совет ведомства
- Офис по гражданским правам
- Офис глобальных вопросов
- Офис генерального инспектора
- Офис межправительственных и внешних связей
- Офис апелляций по вопросам Medicare
- Офис главного технического директора
- Офис генерального юрисконсульта
- Офис национального координатора по информационным технологиям в здравоохранении
- Администрация по делам пожилых людей
- Администрация по делам детей и семей
  - Администрация по делам коренных американцев
- Администрация по вопросам инвалидов
- Офис по уходу за детьми
- Офис по обеспечению алиментов на детей
- Бюро по делам детей
  - Национальный центр по предотвращению жестокого обращения с детьми
- Бюро по делам семьи и молодёжи
- Офис программы «Head Start»
- Офис общественных услуг
- Офис помощи семьям
- Офис по вопросам переселения беженцев
- Комитет Президента США по делам людей с интеллектуальными нарушениями
- Агентство по исследованию и качеству здравоохранения[англ.]
- Центр по контролю и профилактике заболеваний (CDC)
  - Центр наблюдения, эпидемиологии и лабораторных услуг[англ.] (CSELS)
  - Вашингтонский офис CDC
  - Центр глобального здравоохранения
  - Национальный институт по охране труда и здоровья
  - Консультативный комитет по практике иммунизации

### Министерство внутренней безопасности
- Береговая охрана США

- Национальное управление кибербезопасности
- Лаборатория по измерениям окружающей среды
- Иммиграционная и таможенная полиция США
- Служба федеральной защиты
- Служба гражданства и иммиграции США
- Офис по иммиграционной статистике
- Погранично-таможенная служба США
- Федеральное агентство по управлению в чрезвычайных ситуациях США
- Федеральный центр подготовки сотрудников правоохранительных органов США
- Секретная служба США
- Управление координации операций
- Администрация транспортной безопасности США
- Система национальных коммуникаций

### Министерство жилищного строительства и городского развития США

- Федеральная целевая программа по развитию сообщества
- Офис по справедливому жилищному строительству и равным возможностям
- Федеральная администрация по жилищному строительству
- Правительственная национальная ипотечная ассоциация США (GNMA, Ginnie Mae)
- Офис по политическому развитию и исследованиям (Bridges to Work)
- Офис по общественному жилищному строительству и жилищному строительству среди индейцев США

### Министерство внутренних дел США
- Бюро по земельному управлению
- Бюро по делам индейцев США

- Офис по открытым горным разработкам
- Бюро по освоению земель США
- Служба охраны рыбных ресурсов и диких животных США
- Служба по управлению полезными ископаемыми США
- Служба национальных парков США
- Геологическая служба США
- Офис по делам заграничных территорий

### Министерство юстиции США

- Бюро алкоголя, табака, огнестрельного оружия и взрывчатых веществ (ATF)
- Управление по борьбе с наркотиками (DEA)
- Федеральное бюро расследований (FBI)
- Федеральное бюро тюрем (BOP)
- Служба маршалов США (USMS)
- Управление главного инспектора (англ. Office of the Inspector General — OIG)

### Министерство труда США
- Офис секретаря Министра труда США
  - Исполнительный секретариат

  - Центры инициатив по вопросам веры и возможностей
  - Офис омбудсмена по программам  заболеваний профсотрудников энергетической отрасли
  - Офис по связям с общественностью
- Офисы заместителя секретаря министра труда
  - Офис помощника секретаря по вопросам управления и администрирования
  - Офис помощника секретаря по политике
  - Офис главного финансового директора
  - Офис главного информационного директора
  - Офис по вопросам взаимодействия с Конгрессом и межправительственными организациями
- Управление по чрезвычайным ситуациям
- Управление по соблюдениям федеральных контрактов
- Управление по стандартам управления трудовыми ресурсами
- Управление по связям с общественностью
- Управление по политике трудоустройства инвалидов
- Управление солиситора
- Управление по программе компенсационных выплат работникам
- Управление по охране труда
- Федеральное бюро статистики труда США
- Бюро по международным вопросам труда
- Управление по безопасности и охране труда при добыче полезных ископаемых

### Государственный департамент США
- Бюро США по администрированию
- Бюро США по делам Африки
- Бюро консульских дел США

- Бюро США по демократии, правам человека и труду
- Бюро дипломатической безопасности США
  - Офис по делам зарубежных миссий США
- Бюро США по делам Тихоокеанского и Восточноазиатского регионов
- Бюро по делам экономики и предпринимательства США
- Бюро по делам образования и культуры США
  - Программа США по интернет-доступу и подготовке
- Бюро по европейским и евроазиатским делам США
- Бюро по человеческим ресурсам США
- Бюро по управлению информационными ресурсами США
- Бюро разведки и исследований Государственного департамента США
- Бюро по правоохранительной деятельности и борьбе с наркотиками США
- Бюро по делам международных организаций США
- Бюро США по международной безопасности и нераспространению оружия массового поражения
- Бюро США по взаимодействию с органами законодательной власти США
- Бюро США по делам Ближнего Востока
- Бюро США по океанам, международной охране окружающей среды и науке
- Бюро США по делам зарубежных сооружений США
- Бюро военно-политических дел США
- Бюро по вопросам популяции, миграции и беженцев США
- Бюро общественных дел США
- Бюро по управлению ресурсами США
- Бюро по делам Южноазиатского региона США
- Бюро США по переговорам, ратификации и имплементации международных соглашений
- Бюро США по делам западного полушария
- Офис США по противодействию терроризму, который издаёт Patterns of Global Terrorism report
- Национальный центр США по подготовке кадров иностранных дел (бывший Институт зарубежной службы)
- Офис международных информационных программ США
- Офис юридического советника США
- Офис по управленческой политике США
- Офис Протокола США
- Офис Советника по вопросам науки и технологий США
- Офис США по мониторингу и противодействию торговле людьми
- Офис США по делам о военных преступлениях

### Министерство транспорта США

- Федеральное управление гражданской авиации США
- Федеральная администрация федеральных трасс США
- Федеральная администрация железных дорог США
- Федеральная администрация общественного транспорта США
- Морская администрация США
- Федеральная администрация по безопасности механизированных транспортных средств США
- Национальная администрация по безопасности дорожного движения на федеральных трассах США
- Администрация по исследованиям и инновационным технологиям США
- Администрация по безопасности трубопроводов и опасных материалов США
- Корпорация по развитию Морского пути Святого Лаврентия
- Орган по наземному транспорту США

### Министерство финансов США

- Бюро по налогообложению и торговле алкоголем и табаком
- Бюро гравировки и печати США
- Бюро по общественным долговым обязательствам США
- Общественный фонд развития финансовых институтов США
- Бюро по борьбе с финансовыми преступлениями США
- Служба по финансовому управлению
- Генеральный инспектор
- Генеральный инспектор по налогообложению
- Служба внутренних доходов
- Офис по контролю за денежным обращением
- Офис по надзору за финансовыми институтами США
- Офис Секретаря
- Монетный двор США

### Министерство по делам ветеранов США

- Администрация по пенсиям ветеранов США
- Администрация по здоровью ветеранов США
- Национальная администрация кладбищ США
- Офис по информации и технологиям

### Независимые агентства
Центральное разведывательное управление